# 36-я механизированная бригада
36-я бригада — механизированная  бригада Красной армии в годы Великой Отечественной войны.
Сокращённое наименование — 36 мбр.

## Формирование и организация
Начала формироваться на основании Директивы Зам. НКО № орг/2/2406 (ш/т) от 25.06.1942 г. В сентябре 1942 г. в состав бригады включили 26-й танковый полк и переименовали в 36-ю механизированную бригаду.
Приказом НКО № 394 от 18.12.1942 г. и Директивой ГШКА № 991257 от 26.12.1942 г. бригада преобразована в 7-ю гв. механизированную бригаду.

## Боевой и численный состав
Бригада сформирована по штатам №№ 010/370 - 010/380, 010/414:
- Управление бригады (штат № 010/370)
- 1-й мотострелковый батальон (штат № 010/371)
- 2-й мотострелковый батальон (штат № 010/371)
- 3-й мотострелковый батальон (штат № 010/371)
- Минометный батальон (штат № 010/372)
- Артиллерийский дивизион (штат № 010/373)
- Зенитный артиллерийский дивизион (штат № 010/374)
- Рота ПТР (штат № 010/375)
- Рота автоматчиков (штат № 010/376)
- Разведывательная рота (штат № 010/377)
- Рота управления (штат № 010/378)
- Рота техобеспечения (штат № 010/379)
- Медико-санитарный взвод (штат № 010/380)
- 26-й танковый полк)

## Подчинение
Периоды вхождения в состав Действующей армии:
- с 27.10.1942 по 18.12.1942 года.

| Дата            | Фронт (округ)             | Армия      | Корпус                      | Дивизия | Бригада | Примечания                      |
| --------------- | ------------------------- | ---------- | --------------------------- | ------- | ------- | ------------------------------- |
| 01.07.1942 года | Приволжский военный округ |            |                             |         |         | Как 36 мотострелковая бригада   |
| 01.08.1942 года | Приволжский военный округ |            |                             |         |         | Как 36 мотострелковая бригада   |
| 01.09.1942 года | Приволжский военный округ |            |                             |         |         | Как 36 мотострелковая бригада   |
| 01.10.1942 года | Приволжский военный округ |            | 4-й механизированный корпус |         |         | Как 36 механизированная бригада |
| 01.11.1942 года | Сталинградский фронт      |            | 4-й механизированный корпус |         |         | Как 36 механизированная бригада |
| 01.12.1942 года | Сталинградский фронт      | 57-я армия | 4-й механизированный корпус |         |         | Как 36 механизированная бригада |

## Командиры

### Командиры бригады
- Родионов Михаил Иосифович, подполковник ид, 30.06.1942 - 18.12.1942 года.

### Начальники штаба бригады
- Никитин Никодим Алексеевич, подполковник, с 1942 года.

### Заместитель командира бригады по строевой части
- Каменкович Марк Моисеевич, ст. батальонный комиссар,01.07.1942 - 18.12.1942 года.

## Отличившиеся воины
| Награда | Ф. И.О | Должность | Звание | Дата награждения | Примечания |
| ------- | ------ | --------- | ------ | ---------------- | ---------- |